# Rebecca Bertolo
Rebecca Bertolo, née le 21 mars 1986 à Novara, est une coureuse cycliste italienne des années 2000. Durant sa carrière, elle court sur route et sur piste.

## Biographie
Elle arrête sa carrière à l'issue de la saison 2007.

## Palmarès sur piste

### Championnats du monde
- Los Angeles 2005
  - 14e de la poursuite

### Coupe du monde
- 2004-2005
  - 2e de la course aux points à Moscou

### Championnats d'Europe
| Édition / Épreuve      | Poursuite | Course aux points | Scratch |
| Moscou 2003 (juniors)  | Argent    | Argent            |         |
| Valence 2004 (juniors) | Argent    | Or                | Bronze  |

### Championnats d'Italie
- 2005
  - 2e de la poursuite
  - 2e de la course aux points

## Palmarès sur route
- 2005
  - 3e du Mémorial Davide Fardelli